# Wulfenien

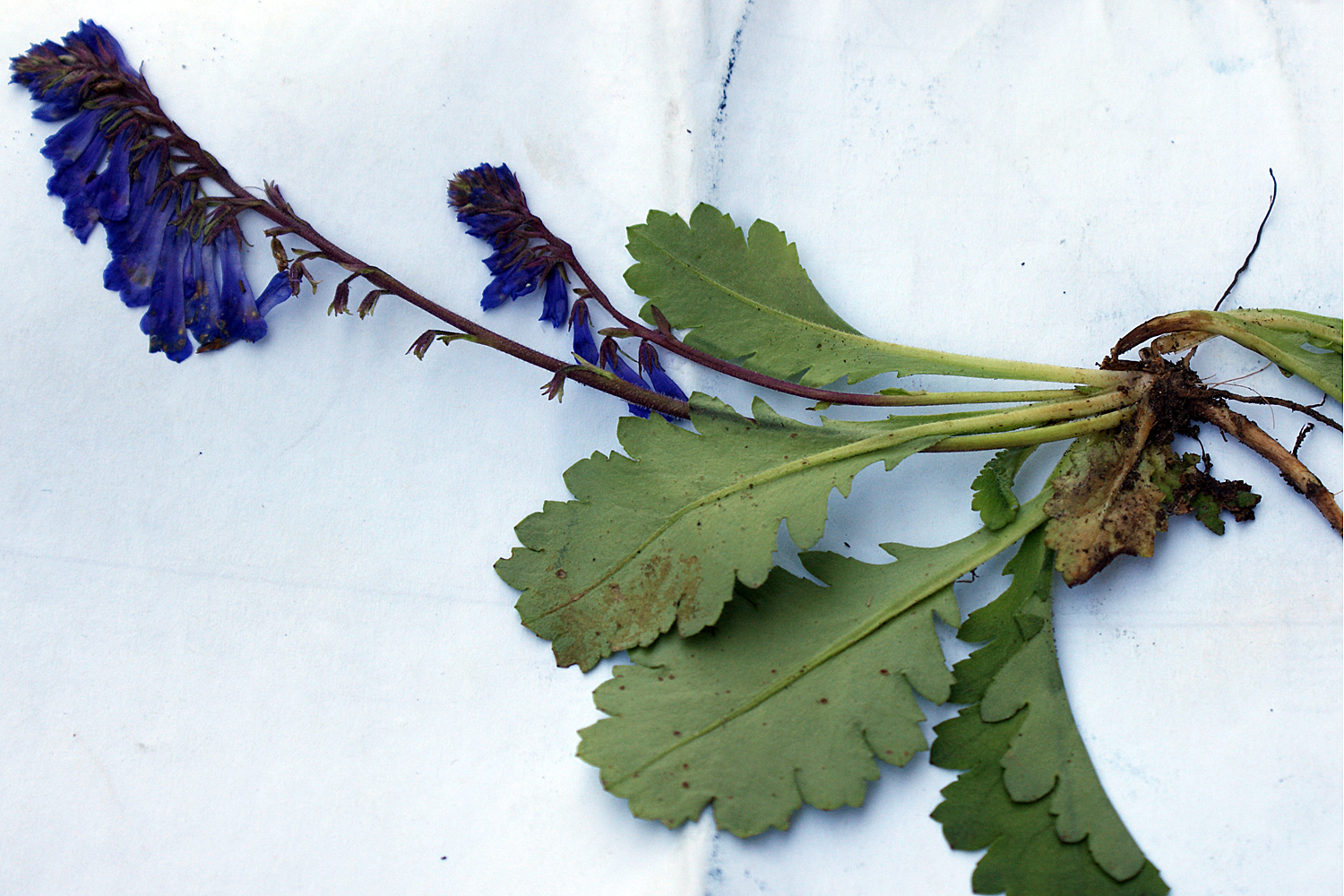
Wulfenia baldaccii

Die Wulfenien (Wulfenia) sind eine Pflanzengattung in der Familie der Wegerichgewächse. Sie sind nach dem Entdecker der Typusart, Franz Xaver Freiherr von Wulfen, benannt.

## Merkmale
Die Vertreter sind ausdauernde Rosettenpflanzen. Ihre Blätter sind ungeteilt und wechsel- oder grundständig. 
Der Blütenstand ist eine Traube, die seitenständig entsteht. Die Hauptachse wächst vegetativ weiter. Der Kelch ist gleichmäßig fünfzipflig. Die Krone ist zweilippig, die Kronröhre ist länger als breit. Es gibt zwei Staubblätter, deren Filamente fast vollständig mit der Kronröhre verwachsen sind. Die Narbe ist kopfig und ausgerandet. 
Die Früchte sind vielsamige Kapseln, die sich mit vier Klappen öffnen.

## Systematik und Verbreitung
Innerhalb der Plantaginaceae wird die Gattung Wulfenia in die Tribus Veroniceae gestellt.
Sie besteht aus drei Arten, nachdem die im Himalaja vorkommenden Arten in eigene Gattungen, Wulfeniopsis (zwei Arten) und Kashmiria (eine Art) gestellt werden. Zu Wulfenia zählen demnach folgende Arten:
- Wulfenia baldaccii Degen; Gebiet Parun (Prokletije-Gebirge, Nordalbanien)
- Kärntner Wulfenie (Wulfenia carinthiaca Jacq.) im Prokletije-Gebirge (Balkan) und in den Karnischen Alpen (Österreich/Italien)
- Wulfenia orientalis Boiss. im Amanus-Gebirge nördlich von Antakya.

Die Gattung ist seit dem Tertiär bekannt. Ihr Areal ist sehr disjunkt und wird als Rest einer einst wesentlich größeren Verbreitung in Südwestasien und Südosteuropa gedeutet.

## Belege
- Siegmund Seybold (Hrsg.): Schmeil-Fitschen interaktiv (CD-Rom), Quelle & Meyer, Wiebelsheim 2001/2002, ISBN 3-494-01327-6